# What a Man Wants
What a Man Wants (Hangul: 바람 바람 바람; RR: Balam Balam Balam) es una película de comedia romántica surcoreana dirigida por Lee Byeong-heon. Es  protagonizada por Lee Sung-min, Shin Ha-kyun, Song Ji-hyo y Lee El.

## Sinopsis
La película sigue a cuatro personas que buscan aventura y encuentran el amor de su vida en la isla de Jeju.
En la isla de Jeju se encuentran Seok-geun (Lee Sung-min), un hombre de cincuenta años, mujeriego y de energía ilimitada, su hermana menor (Song Ji-hyo) y su marido Bong-soo (Shin Ha-kyun), quien soñó una vez con convertirse en un chef. Sin embargo Bong-soo conocerá a Jenny (Lee El) una joven mujer por la que siente una atracción inmediata y que cambiará su vida.

## Elenco

### Principal
- Lee Sung-min como Seok-geun: un hombre mujeriego, que es el hermano mayor de Mi-young.
- Shin Ha-kyun como Bong-soo, un aspirante a chef y esposo sumiso.
- Song Ji-hyo como Mi-young, la esposa de Bong-soo.
- Lee El como Jenny: una mujer por la que Bong-soo siente atracción.
- Jang Young-nam como Dam deok, la esposa fallecida de Seok-geun.
- Go Soo como Hyo-bong.

### Apariciones especiales
- Cheon Seong-moon.

## Producción
La filmación comenzó el 13 de marzo de 2017.

## Estreno
La película fue estrenada en las salas de cine locales el 5 de abril de 2018.